# Déi Lénk
Déi Lénk (Luxemburgs voor 'Links'; Duits: Die Linke, Frans: La Gauche) is een socialistische politieke partij in het Groothertogdom Luxemburg.

## Geschiedenis
Déi Lénk werd op 30 januari 1999 opgericht als een alliantie bestaande uit de Communistische Partij van Luxemburg KPL, Nei Lénk (Nieuw Links) en de Revolutionair-Socialistische Partij. Leden van de Luxemburgse Socialistische Jeugd en de Lëtzebuerger Sozialistesch Aarbechterpartei en van enkele linkse vakbonden traden op eigen titel toe. Volgens de oprichters is Déi Lénk een organisatie links van de sociaaldemocratie. 
Déi Lénk haalde 3,3% van de stemmen bij de parlementsverkiezingen van 13 juni 1999, goed voor één zetel in de Kamer van Afgevaardigden. De meeste stemmen kreeg de partij in het kiesdistrict Sud, een sterk geïndustrialiseerd gebied. André Hoffmann van de KPL nam voor Déi Lénk zitting in de Kamer van Afgevaardigden. Bij de gemeenteraadsverkiezingen van 10 oktober 1999 werden er twee leden van Déi Lénk gekozen in de gemeenteraad van Esch-sur-Alzette en één lid in de gemeenteraad van Luxemburg-Stad. André Hoffmann had in Esch-sur-Alzette zelfs de meeste stemmen van alle kandidaten behaald. Hoffmann werd vice-burgemeester van Esch-sur-Alzette en Aloyse Bisdorff volgde hem op als Kamerlid.
Binnen Déi Lénk ontstonden er ernstige meningsverschillen tussen enkele leden van de Communistische Partij KPL en de meerderheid van Déi Lénk. Vlak voor de parlementsverkiezingen van 13 juni 2004 stapte de KPL uit Déi Lénk. De leden van de KPL die binnen Déi Lénk bleven, werden als partijlid van de KPL geroyeerd. Déi Lénk haalde 1,9% van de stemmen en de KPL 0,9% van de stemmen. Déi Lénk verloor haar zetel in de Kamer en de KPL slaagde er niet in om een zetel in de Kamer te veroveren.

## Ideologie
Déi Lénk is een links-socialistische groepering met een sterke antikapitalistische inslag. De partij staat ideologisch dicht bij het communisme. De partij is aangesloten bij de Linkse Fractie in het Europees Parlement - GUE/NGL, bij Europees Antikapitalistisch Links en bij Europees Links.

## Communicatie
Het nieuwsorgaan van Déi Lénk is de website Goosch.lu.

## Verkiezingsresultaten
Déi Lénk doet sinds 1999 aan de parlementsverkiezingen mee.
| Parlementsverkiezingen | Parlementsverkiezingen | Parlementsverkiezingen | Parlementsverkiezingen | Parlementsverkiezingen |
| jaar                   | stemmen                | %                      | plaats                 | zetels van de 60       |
| ---------------------- | ---------------------- | ---------------------- | ---------------------- | ---------------------- |
| 1999                   | 110.274                | 3,3                    | 6e                     | 1                      |
| 2004                   | 62.071                 | 1,9                    | 6e                     | 0                      |
| 2009                   | 109.184                | 3,3                    | 6e                     | 1                      |
| 2013                   | 161.759                | 4,9                    | 6e                     | 2                      |
| 2018                   | 193.594                | 5,5                    | 7e                     | 2                      |
| 2023                   | 147,839                | 3,9                    | 7e                     | 2                      |

Déi Lénk haalde bij de Europese Parlementsverkiezingen in 1999, 2004, 2009, 2014 en 2019 geen enkele keer een zetel.
Alternativ Demokratesch Reformpartei · Chrëschtlech Sozial Vollekspartei · Demokratesch Partei · Déi Gréng · Déi Lénk · Kommunistesch Partei Lëtzebuerg · Lëtzebuerger Sozialistesch Aarbechterpartei